# Мала Менщикова
Мала Ме́нщикова (рос. Малая Менщикова) — присілок у складі Байкаловського району Свердловської області. Входить до складу Краснополянського сільського поселення.
Населення — 193 особи (2010, 235 у 2002).
Національний склад населення станом на 2002 рік: росіяни — 98 %.